# Polyrhachis chalybea
Polyrhachis chalybea é uma espécie de formiga do gênero Polyrhachis, pertencente à subfamília Formicinae.